# Kōhei Mitamura
Kōhei Mitamura (jap. 三田村 康平, Mitamura Kōhei; * 19. Februar 1992 in Obihiro, Hokkaidō) ist ein japanischer Eishockeyspieler, der seit 2010 bei den Ōji Eagles, die sich seit 2022 Red Eagles Hokkaidō nennen, in der Asia League Ice Hockey unter Vertrag steht.

## Karriere
Kōhei Mitamura begann seine Karriere als Eishockeyspieler an der Shirakaba-Gakuen-Oberschule in Memuro. Bereits als 18-Jähriger wechselte er zu den Ōji Eagles, bei denen er seither unter Vertrag steht. Mit der Mannschaft aus Tomakomai gewann er 2012 die Asia League Ice Hockey.

### International
Für Japan nahm Kōhei Mitamura im Juniorenbereich an den U18-Junioren-Weltmeisterschaften der Division I 2009 und 2010 sowie der U20-Junioren-Weltmeisterschaften der Division I 2011 teil. 
Im Seniorenbereich stand er im Aufgebot seines Landes bei den Weltmeisterschaften der Division I 2012, 2013, 2014, 2015 und 2016. Zudem nahm er im Februar 2013 an der Qualifikation für die Olympischen Winterspiele 2014 in Sotschi teil, schied mit der japanischen Mannschaft aber trotz Heimvorteils bereits beim Erstrundenturnier in Nikkō durch eine 1:2-Niederlage im entscheidenden Spiel gegen Großbritannien aus. Auch bei der Qualifikation für die Spiele 2018 in Pyeongchang vertrat er seine Farben und erreichte diesmal durch einen 2:1-Erfolg gegen die Ukraine beim Heimturnier in Sapporo die entscheidende zweite Qualifikationsrunde, in der die Japaner dann aber ohne Mitamura ausschieden. Bei den Winter-Asienspielen 2017 belegte er mit den Japanern hinter Kasachstan und Südkorea den dritten Platz.

## Erfolge und Auszeichnungen
- 2012 Asia League Ice Hockey-Meister mit den Ōji Eagles
- 2017 Bronzemedaille bei den Winter-Asienspielen

## Asia-League-Statistik
(Stand: Ende der Saison 2023/24)